# Cygnus sumnerensis
Espèce
Statut de conservation UICN

 EX  : Éteint
Cygnus sumnerensis ou poūwa (en moriori), est une espèce d'oiseaux éteinte de la famille des Anatidae.

En 1889, des découvertes identiques aux îles Chatham et près de Christchurch révélèrent des ossements semblables à Cygnus atratus (introduit en Nouvelle-Zélande en 1864). Cependant, le milieu dans lequel ils furent découverts (isolation, plumes de moas à proximité etc.) ainsi que leur taille plus importante, mena l'explorateur et ornithologue Henry Ogg Forbes à en proclamer une espèce indépendante. Néanmoins il en demeura un nomen nudum ... jusqu'en 2017, lorsque des études ADN confirmèrent qu'il s'agissait bien d'une espèce voisine mais différente de Cygnus atratus, qui aurait été conduit à l'extinction vers l'an 1500 par les Maoris et que les deux espèces se seraient séparées il y a 1 à 2 millions d'années. Ce cygne mesurait en outre 1 m de haut. Il pesait environ 10 kg (contre 6 kg pour Cygnus atratus).